# Pristimantis loustes
Pristimantis loustes es una especie de anfibio anuro de la familia Craugastoridae.

## Distribución
Esta especie habita entre los 1200 y 1410 m de altitud en la vertiente occidental de la Cordillera Occidental:
- en Ecuador en la provincia de Carchi;
- en Colombia en el departamento de Nariño.[4]

## Publicación original
- Lynch, 1979 : A new species of Eleutherodactylus from northern Ecuador (Amphibia: Leptodactylidae). Proceedings of the Biological Society of Washington, vol. 92, n.º 3, p. 498-504.[5]